# قرق (فیلم)
قُرُق فیلمی به کارگردانی و نویسندگی احمد هاشمی، محصول سال ۱۳۷۰ است.

## خلاصه داستان
سال ۱۲۸۵، دوره استبداد صغیر، ماژور دادخان، نماینده دولت، مأموریت می‌یابد تا منطقه‌ای را از شر یاغیان خلاص کند. او در عملیاتی یکی از افراد جان محمدخان به نام ماشاءالله و سوارانش را دستگیر و راضی به همکاری می‌کند. ماژور دادخان یک زندانی را به عنوان طعمه همراه ماشاءالله به قرقگاه جان‌محمد اعزام می‌کند تا زمینه را برای دستگیری جان‌محمد فراهم کند. ماژور دادخان درمی‌یابد که مرد زندانی بی‌گناه است و به ناروا به حبس افتاده است و از طرف دیگر دولت مرکزی با یاغیان حشر و نشر دارد. ماژور دادخان و نایب برای نجات مرد زندانی می‌شتابند. همسر زندانی نیز به قرقگاه جان‌محمد خان می‌رود. زن توسط یکی از افراد خان دستگیر می‌شود و ماژور او را نجات می‌دهد و به استراحتگاه خان حمله می‌کند. نایب و یاغی‌ها کشته می‌شوند و زندانی‌ها پس از آزادی نزد خانواده‌های خود بازمی‌گردند.

## بازیگران
1. افسانه بایگان ....
2. جمشید هاشم‌پور ....
3. ولی شیراندامی .... گروهبان یحیی
4. محبوبه بیات ....
5. حمید جبلی ....
6. سعید عباسی ....
7. فتحعلی اویسی ....
8. رحیم هودی ....
9. محمد ورشوچی ....
10. احمد هاشمی ....
11. احمد معینی ....
12. عباس قاجار .... سمسام خان
13. عباس حیدری ....
14. بخشعلی محمدی ....
15. رضا شریفی ....
16. ملیحه نظری ....
17. محمد زارع ....
18. محسن محمودیه ....
19. بهمن صادق‌پور ....
20. اصغر آشوری ....
21. محمد ذوالفقاریان ....
22. بهروز دشتبانی ....
23. فریبرز نوری ....